# Cassie Wild
Cassie Wild (Edimburgo, 12 de junio de 2000) es una deportista británica que compite en natación. Ganó una medalla de plata en el Campeonato Europeo de Natación de 2021, en la prueba de 200 m espalda.

## Palmarés internacional
| Campeonato Europeo | Campeonato Europeo | Campeonato Europeo | Campeonato Europeo |
| Año                | Lugar              | Medalla            | Prueba             |
| ------------------ | ------------------ | ------------------ | ------------------ |
| 2021               | Budapest (Hungría) | Medalla de plata   | 200 m espalda      |